# Џек Данијел
Џаспер Њутн „Џек“ Данијел (енгл. Jasper Newton "Jack" Daniel; Линчбург, 5. септембар 1846 — Линчбург, 10. октобар 1911) је био амерички произвођач алкохолних пића и оснивач Џек Данијелс дестилерије вискија.

## Биографија
Џаспер Њутн се родио као најмлађе од десеторо деце Келавеја и Лусинде (рођене Кук) Данијел. Мајка и отац његовог оца имигрирали су у Америку крајем деветнаестог века. Његов деда Џозеф „Џоб“ Данијел родио се у Велсу, док му је бака Елизабет Келавеј била родом из Шкотске. Био је велшанског, енглеског, шкотско-ирског и ирског порекла.
Према једном извору, родио се јануара 1849. године. Међутим, Браун-Форман корпорација, тренутни произвођач бренда Џека Данијелса тврди да је обичај да се његов рођендан слави у септембру. Мајка му је умрла убрзо након његовог рођења, највероватније због компликација око порођаја. Јуна 1851. године, отац му се поново оженио и имао још троје деце са Данијеловом маћехом Матилдом Вензант.
Компанија у чијем је поседу тренутно дестилерија тврди да је почела са радом 1866. Међутим, у биографији издатој 2004. године насловљеној Крв и виски: Живот и време Џека Данијела, писац Питер Крас држи да је земљишни и тапијски подаци указују на то да се дестилерија није отворила пре 1885.
Пошто се Данијел никада није оженио нити имао деце, узео је свог омиљеног нећака Лема Мотлоуа под своје. Мотлоу је био надарен за рад са бројевима и недуго потом водио је целу дестилеријско књиговодство.
Данијел је умро од тровања крви у Линчбургу 1911. Инфекција му је наводно почела код палца којим је шутнуо сеф од беса када није могао да га отвори једног јутра на послу – често је заборављао комбинацију. Последње речи су му биле „Још једно пиће, молим вас“. Овај догађај био је повод маркетиншком постеру коришћеном у Лондонском метроу у јануару 2006, на којем је било истакнуто „Поука: Никада не ићи рано на посао.“ Честа шала која се прича током посете дестилерији је да је једино што је било потребно Џеку да отклони инфекцију било мало сопственог вискија.